# مجتبی جعفری
مجتبی جعفری (زاده ۱۳۳۹ در تهران) قائم مقام دبیر شورایعالی و رئیس مرکز ملی فضای مجازی کشور است، که پس از مدتی با حفظ سمت به عنوان معاون امنیت مرکز ملی فضای مجازی کشور نیز درآمد. جعفری در دوره قبل شورای عالی فضای مجازی کشور، مشاور رئیس مرکز و مجری طرح «تدوین معماری جمهوری اسلامی در فضای مجازی» بود. او پیش از این رئیس مرکز فناوری اطلاعات ریاست جمهوری، دبیر شورای عالی امنیت فضای تبادل اطلاعات، رئیس پژوهشکده امنیت پژوهشگاه فناوری اطلاعات و ارتباطات بوده‌است و مسئولیت تدوین سند ملی فضای تبادل اطلاعات و سند دولت الکترونیک را بر عهده داشته‌است.  علاوه بر مسئولیتهای فوق جعفری سابقه نائب رئیسی هیئت مدیره همراه اول را نیز به مدت ۴ سال داشته است.